# Prokoenenia javanica
Prokoenenia javanica är en spindeldjursart som beskrevs av Bruno Condé 1990. Prokoenenia javanica ingår i släktet Prokoenenia och familjen Prokoeneniidae. Inga underarter finns listade i Catalogue of Life.